# Vocazione di san Filippo Benizi

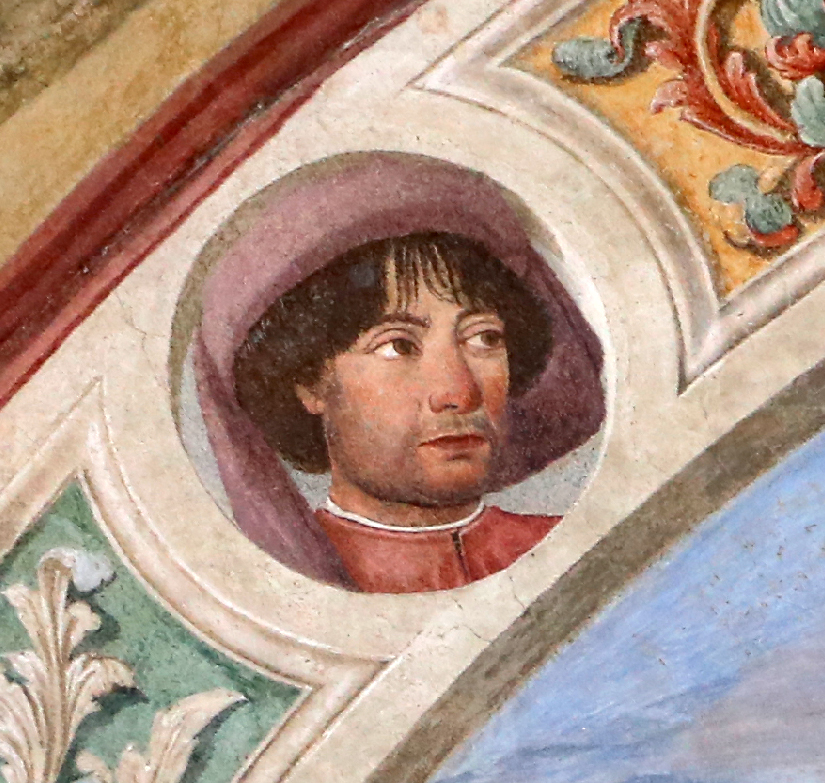
Testina con possibile autoritratto

La Vocazione di san Filippo Benizi è un affresco (364x303 cm) di Cosimo Rosselli, databile al 1476 circa e conservato nel Chiostro dei Voti della basilica della Santissima Annunziata di Firenze.

## Storia
A distanza di una quindicina d'anni dal primo affresco nel chiostrino, verso il 1475 venne chiesto al Rosselli di dipingere una nuova scena, dopo l'Adorazione dei pastori di Alesso Baldovinetti, che iniziò le Storie di san Filippo Benizi, completate poi solo nel 1510 da Andrea del Sarto.
L'esecuzione viene di solito datata a poco dopo la pittura della pala con Santa Barbara tra i santi Jacopo e Matteo già nella cappella dei Fiamminghi dell'Annunziata e oggi alla Galleria dell'Accademia, tra il 1475 e il 1476.

## Descrizione e stile
La scena, dal colorito brillante oggi spento dai danni del tempo (il chiostro fu aperto alle intemperie fino all'Ottocento), mostra la vestizione del santo dopo la ricezione della vocazione divina. A destra infatti lo si vede giovane e inginocchiato in una stanza mentre un raggio divino lo colpisce, secondo uno schema derivato dalle Annunciazioni, qui risolto con un maggiore dinamismo dato dal santo di spalle e la figura dietro di lui che gli allunga una mano sulla spalla.
A sinistra la scena della vestizione, ambientata davanti a una chiesa in una via cittadina, riprende abbastanza fedelmente lo schema della Rinuncia dei beni terreni di san Francesco di Domenico Ghirlandaio nella Cappella Sassetti a Firenze.
Anna Padoa Rizzo, nel 1980, provò a identificare le testine nella cornice come veri ritratti, proponendo di riconoscervi Cosimo de' Medici (in alto a destra) e un membro della famiglia Benizi, discendenti del santo che dovette pagare per la realizzazione, in alto a sinistra).